# 安庆长江大桥
安庆长江大桥是一座位于中国安徽省安庆市的公路斜拉桥，主跨510米。 宽31.2米的四车道  沪渝高速连接了迎江区与东至县，于2004年12月26日通车。